# Erika Umeda
Erika Umeda Umeda Erika (梅田 えりか?); n. 24 mai 1991, Yokohama, Japonia) este o cântăreață și model japoneză. A fost membră din ZYX și Cute, după care a ales să urmeze o carieră solo în modeling. În 2014, a revenit la cariera ei muzicală cu debutul ei solo Crush On You.
Umeda are o soră mai mare. Este prietenă cu Kanna Arihara, Airi Suzuki, Maimi Yajima și Tomomi Itano.

## Lucrări

### Discografie
- Erika (12 februarie 2014)

### Filmografie
- Koinu Dan no Monogatari

### Radio
- Cutie Party
- Cute Cutie Paradise

### Programe TV
- Haken OL wa mita!

### Reclame
- ABC MART
- Universal Studios Japan